# Computermus
 For alternative betydninger, se Mus (flertydig). (Se også artikler, som begynder med Mus)
Computermusen  blev opfundet i 1963 af Douglas Engelbart, der på det tidspunkt eksperimenterede med et system, han kaldte oN-Line. Ideen var at brugeren skulle kunne påvirke systemet – der både omfattede programmer og hardware – med sin krop, f.eks. gennem en anordning der var monteret på hagen eller næsen. Den første mus var lavet af træ og havde to hjul på undersiden, der oversatte musens bevægelser til X og Y-aksen på skærmen – et princip, Engelbart fik patent på. Den klodsede mus med en lille rød knap på oversiden blev i 1970'erne forbedret af Bill English.
English fandt på at udskifte hjulene med en kugle, der kunne rotere i alle retninger, og hvis bevægelser blev registreret af små hjul på indersiden af musen. Denne type mus var dominerende gennem 1980'erne og 1990'erne, især efter Apple Computer i 1984 begyndte at fremstille Macintosh-computeren, der var den første populære hjemmecomputer med mus. Den optiske mus blev opfundet af Steve Kirsch allerede i 1982 og fungerede kun på en særlig musemåtte med grå og blå linjer. Efterhånden som computerkraft blev billigere kunne man anvende mere kraftfulde chips til at behandle de data, den optiske sensor opfangede, og optiske mus kunne bruges uden en særlig musemåtte.
Der findes i dag en række forskellige trådløse mus, der benytter sig af enten radiobølger, infrarøde stråler eller Bluetooth til at kommunikere med computeren. De fleste mus har i dag to til syv knapper (fås dog med flere, bl.a. som MMO mus, der som standard har mellem 18-23 knapper beregnet til diverse genvejstaster) samt en eller flere scrollknapper der bruges til at bevæge billedet på skærmen horisontalt eller vertikalt. Apple har siden 1984 insisteret på kun én museknap, indtil firmaet i 2005 lancerede multifunktionsmusen Mighty Mouse.

## Brug af musen
Mange softwareprogrammer kræver mange manipulationer med musen for at fungere. Mest af alt er det markøren der bliver rykket rundt på. Det har været en medvirkende årsag til museskader i forbindelse med computerarbejde.
Antallet og omfanget af museskader kan begrænses ved at albuen understøttes, f.eks. ved at normalt højrehåndede betjener musen til venstre for tastaturet, og med albuen understøttet i højre side.